# Bérurier noir
Pour les articles homonymes, voir Béru (homonymie).
Bérurier noir, aussi appelé les Bérus et abrégé BxN, est un groupe français de punk rock, originaire de Paris. Il est le groupe phare de la scène punk et alternative française des années 1980. Dissous en 1989, le groupe se reforme temporairement entre 2003 et 2006.
Il est composé initialement de deux membres, Loran à la guitare et Fanfan au chant — issus notamment du mouvement des squats parisiens — auquel s'ajoute une boîte à rythmes (dite « Dédé », une Electro-Harmonix DRM-16), le groupe n'ayant pas de batteur à la différence de la plupart des groupes de l'époque (à l'instar de Métal Urbain et Warum Joe). De nombreux musiciens s'ajoutent à la troupe, notamment Masto au saxophone, ainsi que des choristes, cascadeurs et danseuses.
Le groupe est notamment connu pour son morceau Porcherie et son refrain « La jeunesse emmerde le Front national ! », emblématique des mouvements de lutte contre l'extrême-droite.

## Histoire

### Débuts (1978–1982)
Olaf (Olivier Felingstone, qui fondera Ludwig von 88 en 1983), et Stef forment le groupe Béruriers (ou Les Béruriers) en 1978 en référence à l’adjoint du commissaire San-Antonio des romans de l'écrivain Frédéric Dard. Cette première mouture est une formation rock classique avec un seul concert à son actif à la MJC de Nogent-sur-Marne en 1979. Stef, guitariste fondateur, change de style et quitte le groupe. François rejoint le groupe à la fin de l'année 1979.

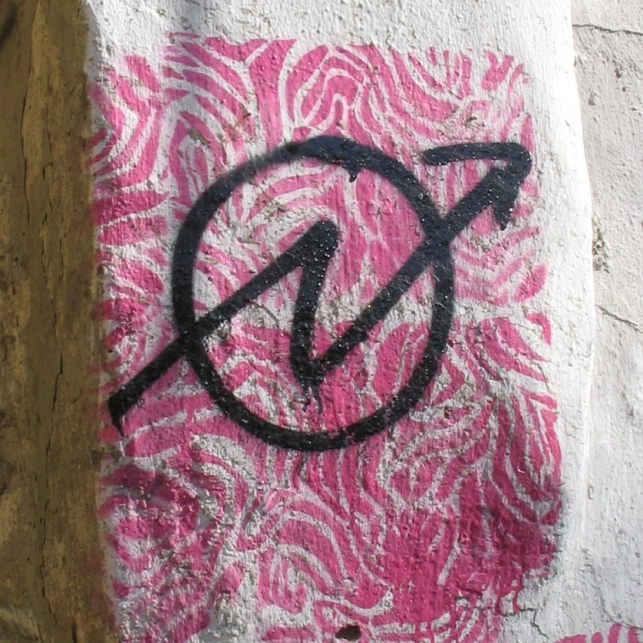
symbole des activistes squatteurs

Entre 1980 et 1982, la formation de base sera composée du trio François (chant), Olaf (guitare), Pierrot (guitare) et la fameuse boîte à rythmes d'Electro Harmonix DRM16. Pendant cette période chaotique le line-up change continuellement autour de ce trio de base. Les Béruriers s'inventent de multiples appellations : Béruriers rebelles, Béruriers véritables, Béruriers Army, Béruriers moines, Béruriers UTDM, Barbelés, Poli-Mili,. Son style musical s'inspire de celui de Métal Urbain : une voix, une boîte à rythmes et deux guitares électriques saturées. Le groupe fait moins de dix concerts principalement dans les squats (Vilins, Cascades, CAES de Ris Orangis) ou dans la rue à l'occasion de la fête de la musique.
Pierrot est appelé sous les drapeaux, puis, ayant déserté, se voit contraint de faire un séjour en prison. Pour le remplacer, les Béruriers font alors appel au guitariste du groupe Guernica, Loran, qui rejoint bientôt définitivement le groupe. En décembre 1982, Olaf, parti également au service militaire, en Allemagne, annonce qu'il quitte le groupe dans une lettre adressée à François,. François et Loran décident alors de faire un concert d'adieu, en hommage, marquant la fin à l'aventure des Béruriers. En signe de deuil, ils adoptent un nouveau nom : « Bérurier Noir ». Le concert d'adieu se déroule le 19 février 1983 à l'usine de Pali-Kao (une ancienne papeterie du XXe arrondissement de Paris qui accueille la frange la plus « alternative » des artistes parisiens). C'est lors de ce premier concert-performance qu'ils apparaissent masqués et qu'une aventure singulière démarre,.
Au lieu d'être un final, ce spectacle les propulse en avant. Après avoir sorti le live de ce premier concert en cassette audio sur le label alternatif (V.I.S.A.), d'autres concerts suivent. Le troisième concert de Bérurier noir (et second à Paris) est organisé dans la salle de La Roquette devant 1 000 spectateurs lors d'un festival alliant défilé de mode et musiques alternatives. L'accueil est chaleureux et le groupe va jusqu'à reprendre trois fois le titre Lobotomie pour faire plaisir à son public.

### Période Théâtre de force (1983–1984)

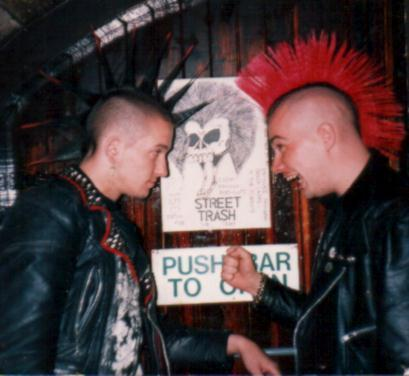
Punks dans les années 1980

Le groupe Bérurier Noir s'illustre dans un autre concert improvisé devant le Liberty's (une boîte branchée du quartier latin). À la suite d'un désaccord avec le gérant de l'établissement, le groupe décide de jouer devant le club sur le trottoir. La police arrive sur place mais le public composé de punks et d'autonomes ne les laisse pas s'approcher du groupe qui continue à jouer quelques minutes avec leurs masques à gaz sous les gaz lacrymogènes[réf. nécessaire].
Le groupe enchaîne les concerts dans des salles ou bien de manière sauvage dans des squats, dans la rue, dans le métro parisien, dans des amphithéâtres, etc. Il se forge une identité musicale en développant le concert de petit « théâtre de force ». Leur son brut incisif et tranchant et leurs textes rebelles, crus, violents, dénoncent l'injustice et incarnant sur scène, par sa puissance artistique, une sorte d'effervescence insurrectionnelle froide et contagieuse, qui devient par la suite plus festive… Leur réputation grandit très vite en France dans le milieu punk alternatif par le biais du bouche à oreille et des fanzines puis de leurs premiers vinyles, auto-produits par de petits labels punk qui commencent en même temps qu'eux : V.I.S.A. puis Bondage Records. Ils arpentent fin 1984 les scènes étrangères (Pays-Bas, Belgique, Suisse, Irlande) avec d'autres groupes alternatifs français.
C'est à cette période qu'à la fin d'un concert des BxN, Patrick Daumont dit Patrick Dada, à la tête de son label SHIN PRODUC, les approche. Au cours de l'échange il leur propose de financer et boucler leur projet commun avec Guernica. Le Split Bérurier Noir-Nada / Guernica-Gloco sortira en 1000 exemplaires fin du printemps 1983 la distribution confiée à New Rose.

### Période Troupeau d'rock (1985–1987)
Durant l'année 1985, à l'occasion de la sortie de l'album Concerto pour détraqués, Bérurier noir entame une tournée dans toute la France tout en continuant à expérimenter dans la rue pour des causes sociales ou politiques. Bérurier noir joue notamment sur un camion, le jour d'une manifestation pour les chômeurs. Leur défilé est stoppé par la police de manière assez violente et la presse de l'époque relate cette intervention. François et Loran exercent d'autres activités en parallèle à la fois pour des raisons alimentaires et pour conserver un pied dans la réalité sociale. François est manutentionnaire au sous-sol du BHV et Loran animateur dans un centre de loisirs pour enfants à Torcy (en Seine-et-Marne). Cette même année, la composition du groupe est la suivante : François (chant), Loran (guitare), Pascal Kung-Fou (Saxophone), Helno et son frère Ritier (chœurs), Laul alias Bol (chœurs + dessins/pochettes/affiches), « petite Titi » (chœur, décors et costumes) et la « grande Titi » (chœur). La sortie du maxi 45t Joyeux merdier en décembre 1985 en pleine grève des transports en commun marque le tournant plus festif du groupe incarné par l'hymne Salut à toi[réf. nécessaire].
En avril 1986, 800 CRS entourent la salle de la Mutualité, à Paris, pendant un concert du groupe[pourquoi ?]. En décembre 1986, les Bérurier Noir commencent à passer en radio, L'Empereur Tomato Ketchup fait un carton inattendu sur NRJ et séduit la frange la plus jeune du public. Cette soudaine notoriété apporte un nouveau public au groupe qui se voit qualifié de commercial par une petite partie de ses fans de la première heure. De plus en plus de monde se déplace à leurs concerts (quarante-sept dates cette année-là), et ils organisent même leur propre service d'ordre. À l'époque, dans ses déplacements, le groupe est accompagné par les Red Warriors et des autonomes pour empêcher que le public ne subisse les attaques très fréquentes de boneheads.
En 1987, ils continuent leurs concerts, jouent dans divers festivals indépendants et participent à un concert organisé Place de la Bastille par SOS Racisme. Leur carrière continue à être marquée par des positions radicalement antiracistes. En 1987, le groupe, auto-qualifié de Troupeau d'rock comprend François (chant), Loran (guitare), Masto (saxophone), Helno (chœurs), Laul alias Bol (chœurs et graphismes), la petite Titi (chœur, décors et costumes) et la grande Titi (chœur). Lassé par les conditions parfois extrêmes des tournées et une médiatisation qu'il ne maîtrise plus, le groupe se met en grève à l'été 1987,.

### Période Macadam Circus (1988–1989)
Le 3 mars 1988, ils organisent un concert devant 6 800 personnes au Zénith. Le billet coûte cinquante francs (environ 13 € en 2021 à valeur constante) ; Bérurier Noir veut dénoncer les prix prohibitifs des concerts et a exigé que le prix ne dépasse pas ce montant. Le groupe vient alors de vendre deux cent mille albums  et la télévision française France3 leur consacre un reportage.
Avec une entrée à prix modique, la salle est comble et le spectacle qui rassemble quinze personnes sur scène est total. Pour créer cette version « Macadam circus », ils sont rejoints par des membres d'autres groupes. Sur scène, on trouve François, Loran, Titi, Helno, Paskal Kung-Fou, Masto, les frères Lulu (acrobaties et éclairages), Jojo le cracheur de feu et Otto Wessely, un magicien accompagné de son assistante. Depuis le duo de départ centré autour de François et Loran, le groupe s'est étoffé et a entamé peu à peu une transformation festive tout en gardant la tension froide de leurs débuts. Il emprunte sur scène des éléments au cirque, mêlant à leurs déguisements grotesques habituels des nez de clown, et sur disque ajoutant des sifflets et des instrumentations orientales aux sirènes de police, mélangeant le punk destroy et l'ambiance « fanfare » sur l'album Abracadaboum paru en 1987. Laul (Bol) signe pratiquement tous les dessins et visuels du groupe ; avec Masto, saxophoniste et photographe, ce sont deux ex-membres de Lucrate Milk, groupe pionnier du punk parisien et français dont les délires musicaux et la folie scénique marquèrent durablement la scène alternative parisienne et au-delà.
Bérurier noir devient le porte-voix d'une partie de la jeunesse, notamment avec une variante du titre Porcherie dont le refrain scandé devient célèbre : « La jeunesse emmerde le Front national ! »,. Le 20 avril 1988, le groupe se voit décerner le Bus d'Acier (un grand prix du rock français) par une presse qui l'a quasiment toujours ignoré, ainsi que les groupes alternatifs de l'époque. Le groupe refuse de recevoir le prix, effectuant un coup d'éclat, mais repart néanmoins avec le trophée qui se retrouve « pendant une bonne année dans la boîte à outils » de leur camion de tournée.
Sur le plan de la communication et des relations avec son public, le groupe édite le bulletin d'information intitulé le Mouv'ment d'la jeunesse (MDLJ) entre septembre 1987 et mars 1989.

### Première séparation (1989)
Le 17 avril 1988, un groupe terroriste nommé Black War fait exploser les bureaux du président de la Chambre régionale des huissiers, la police accuse les milieux autonomes proches du service d'ordre de Bérurier noir : ils sont abusivement accusés par certains médias et la police d'être « la branche culturelle » d'Action Directe. 
Les accusations sont abandonnées[Par qui ?] le 23 avril et les personnes arrêtées relâchées, mais l'image du groupe est ternie, des organisateurs s'inquiètent et annulent leurs concerts. Après une mini-tournée de trois concerts en Suisse, le groupe prend finalement la décision de se séparer. Toujours dans l'esprit festif et décalé qui le caractérise, Bérurier Noir va s'offrir un « hara-kiri » en fanfare.
En novembre 1989, le groupe se « suicide » lors de trois concerts d'adieu à l'Olympia (les 9, 10 et 11 novembre), qui représentent à la fois l'apogée et la fin des « Bérus ». Au-delà de l'affaire Black War, leur séparation repose sur plusieurs facteurs : en partie à cause de problèmes avec leur label Bondage Records qui désire garder les masters de leurs enregistrements, de l'enlisement des tournées épuisantes et qui mettent parfois à mal leur esprit exigeant d'indépendance, mais aussi les divergences sur des questions politiques, notamment entre Loran et François, qui est une source de tension permanente au sein du groupe dans les derniers temps,. Les trois derniers concerts des Bérus, enregistrés et filmés, sont disponibles dans l'album live Viva Bertaga (1990) et la K7 VHS Secam éponyme sortie en 1991.
Durant quatorze ans, les membres du groupe mènent des expériences en solo, dans des voies différentes, avec plus ou moins de succès. François forme les groupes Molodoï (1990-1996) et François Béru et les Anges Déchus (1999) ; plus radical, Loran crée Ze6, Tromatism puis A.D. (Division de la horde). Il est également membre des Ramoneurs de menhirs depuis 2006. Ces quatorze années de silence sont jalonnées par la sortie, tous les cinq ans, d'un album souvenir qui relance à chaque fois des rumeurs de reformation.
Fanfan (François, chanteur principal), passionné par l'Asie du Sud-Est depuis des années, obtient un doctorat d'histoire en 2003, puis devient ingénieur de recherche au CNRS,,.

### Retour (2003–2005)
Le 4 décembre 2003, après 14 ans de séparation, le groupe donne un concert aux Transmusicales de Rennes, pour le 25e anniversaire de ce festival qui les avait programmés en 1986. Plusieurs milliers de personnes n'ayant pu obtenir de billet d'entrée sont à l'origine de heurts avec les CRS à l'extérieur de la salle. Les médias parlent de reformation, le groupe préfère parler de « transformation » ou de « déformation ». Ce concert coïncide avec la sortie du coffret Même pas mort, retraçant la carrière du groupe, comprenant le concert d'adieu de l'Olympia de novembre 1989. Ils donnent de nombreuses interviews préfigurant un réel retour du groupe sur le devant de la scène. Après le succès du concert de Rennes et leur envie manifeste de rejouer et de reprendre la route ensemble, le groupe s'engage pour deux concerts énormes : le Festival d'été de Québec le 11 juillet 2004, où il joue devant 50 000 personnes, et lors du festival de Dour, en Belgique, le 18 juillet. Le groupe apparaît aussi par surprise au festival du journal Combat syndicaliste (de la CNT) aux Voûtes à Paris, ainsi qu'à L'Abattoir, café-concert à Lillers, lors d'un dernier concert où participent des groupes du label FZM (Folklore de la zone mondiale, dont le logo ornait déjà les albums des Bérus à l'époque), créé par le groupe en 2004. Par ce label, les Bérus produisent et diffusent leurs disques, mais relancent aussi toute une « contre-culture en mouvement » en diffusant de nombreux fanzines, écrits politiques, comics indépendants, ainsi qu'une multitude de petits groupes alternatifs. Au mois d'août 2005, le groupe joue enfin à Brest, lors du festival Astropolis, où une soirée FZM est organisée. Cette dernière apparition est un concert surprise, le groupe étant annoncé sous le nom de « Kamouflage »,.

### Deuxième séparation et projets de retours (2006–2020)
La dissolution de Bérurier noir est annoncée à l'AFP le samedi 6 mai 2006 : « Considérant que l’aventure bérurière entre 1983 et 1989 est restée dans le cœur de tous comme une époque héroïque, empreinte d’amitié et de solidarité, et que nous devons la préserver ; considérant également que le retour du groupe entre 2003 et 2006 fut provisoire et qu’il ne s’agissait pas d’une reformation classique, le groupe Bérurier noir décide de s'auto-dissoudre en mai 2006. Un nouvel album intitulé Dérive mongole sort pour signifier la fin de cette aventure collective, généreuse et combative, une façon de rendre hommage au mouvement de la jeunesse qui a soutenu le groupe depuis plus de vingt ans. Salutations bérurières. » Cet ultime album, intitulé Invisible, voit le jour le 4 décembre 2006,.

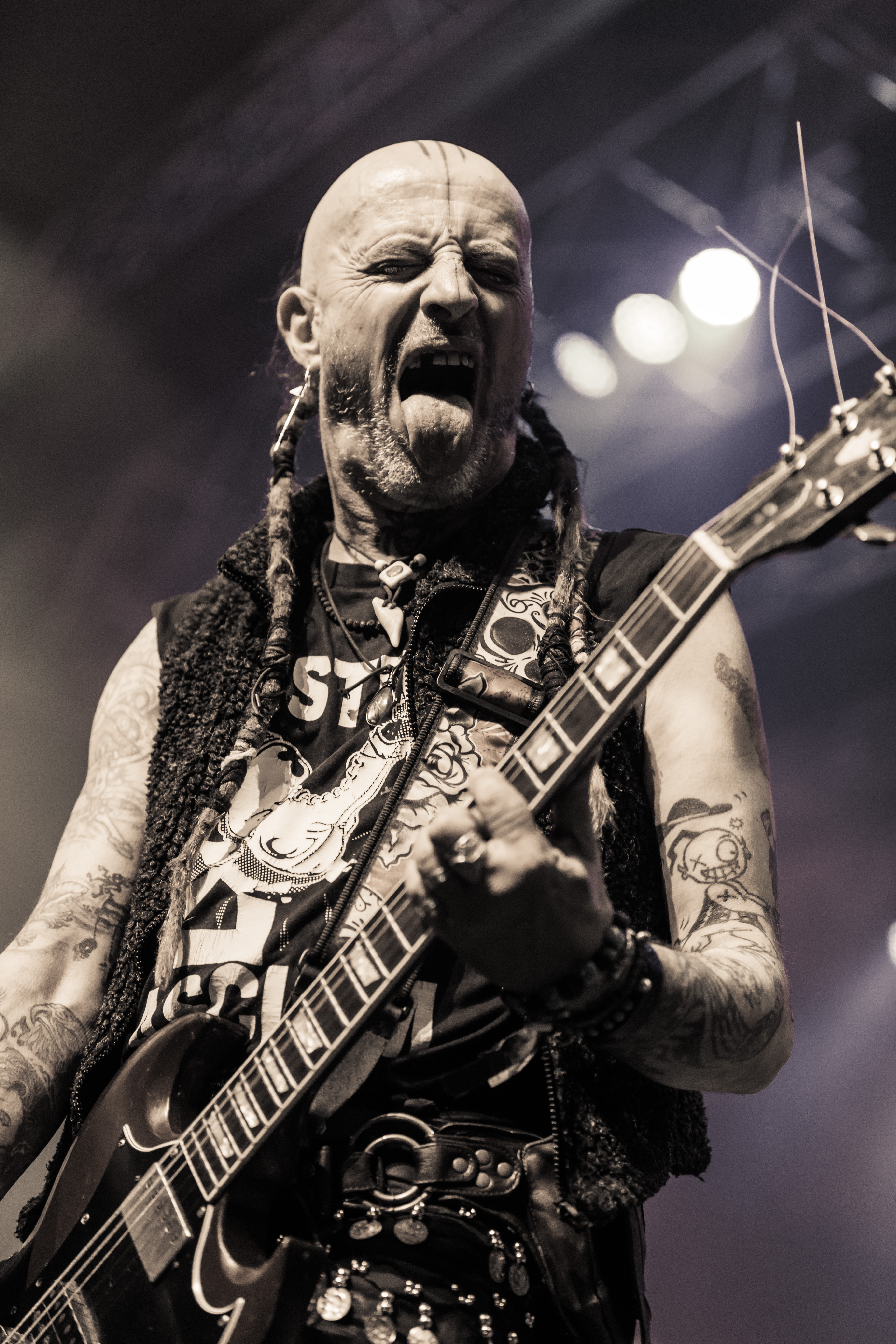
Loran en 2017

À la suite des concerts de « déformation », Bérurier noir sort un CD-DVD retraçant ces événements, L'Opéra des loups, réalisé par Stef Bloch. On peut les voir à la fin de la manifestation du 1er mai 2006 « mais sans François, donc amputés » jouer sur un véhicule aux couleurs de la CNT. Depuis l'autodissolution de Bérurier noir le 6 mai 2006, Loran et Masto sont montés de temps en temps sur scène par surprise pour reprendre les titres des Bérus sous le nom d'« Amputé Commando Bérurier », du fait qu'ils sont amputés d'un membre (François). Loran, parallèlement, joue dans Les Ramoneurs de menhirs, groupe qui reprend des chants traditionnels bretons chantés en français ou en langue bretonne avec une tonalité punk et aussi quelques morceaux de Bérurier Noir.
Philippe Reniche, un des choristes issus de la raya pendant la période 1984-1985, est torturé et assassiné dans la nuit du 15 août 2007 par deux individus qui l'ont pris en auto-stop alors qu'il sortait d'une discothèque. Ses assassins sont condamnés en 2010 à la perpétuité assortie d'une peine de sûreté de vingt ans. Le groupe affiche son soutien à la famille et aux enfants de leur choriste en éditant une compilation intitulée Le C(r)adeau De La Béruse (2011) comprenant dix reprises bérurières « à la mémoire de Philippe ».
En 2015, une nouvelle chanson, Mourir à Paris, est composée à la suite des attentats de janvier à Paris, mais n'est diffusée sur le site du groupe que le lendemain des attentats du 13 novembre,.
En octobre 2020, un projet de reformation est lancé à l'initiative de François, avec la proposition d'une résidence à Antre Peaux à Bourges pour réaliser les réenregistrements de 13 anciens titres et l'enregistrement de 3 nouveaux, mixés par Laurent Mass. Le projet n'aboutit pas, notamment à cause des désaccords entre François et Loran sur l'évolution artistique.
Fanxoa reprend une activité musicale avec le duo No Suicide Act qu'il forme en 2022 avec Lionel Martin alias Madsaxx.

### Sujet d'études et d'exposition (depuis 2021)
e 17 juin 2021, Fanfan et Masto confient leurs archives à la BnF pour constituer un fond très fourni sur le groupe, à la demande de Benoît Cailmail, adjoint au directeur du département de la Musique de cette institution,'. En mars 2022, un colloque autour de l'histoire de Bérurier noir et du punk français est organisé par le projet PIND à la BnF,. Un ouvrage, dirigé par Cailmail, Luc Robène et Solveig Serre, et construit autour de ces archives parait en décembre 2023.Une partie des archives est ensuite présentée lors d'une exposition intitulée « Même pas mort ! Archives de Bérurier Noir » qui se tient à la BnF du 27 février au 28 avril 2024. Le projet est porté par Fanxoa et Masto. Loran y est hostile, car la BnF représente selon lui une institution étatique,. Un entretien filmé mené par Sophie Victorien avec Fanfan et Masto à la BnF est mis en ligne en mai 2024 sur la chaîne youtube de criminocorpus.

## Membres
- François (Fanfan ou Fanxoa) - chant
- Loran - guitare, hurlements, boîte à rythmes
- Masto - saxophone, tambour, chœurs
- Jean-Mi - programmation, boîte à rythmes
- Titi ou Mistiti - chœurs, grimaces bérurières, danse, haute costumière
- La Grande Titi - chœurs, agitation clownesque
- Helno - chœurs (†) (22/01/1993)
- Laul (Bol) - chœurs, graphismes et pochettes de disques
- Jojo Napalm - chœurs, cracheur de feu
- Philippe Reniche - chœurs (†) (15/08/2007)
- Pascal Kung Fou - saxophone
- Marsu - manager, producteur, commissaire politique

## Discographie
La discographie de Bérurier noir a été éditée par Rock Radicals Records puis par Bondage Records entre 1983 et 1989. Elle fut ensuite rééditée en CD en 2004 sur l'éphémère label du groupe Folklore de la zone mondiale, puis une nouvelle fois en 2012 sur Archives de la zone mondiale. Elle peut également être écoutée librement sur le site web du groupe.

### Albums studio
- 1984 : Macadam massacre
- 1985 : Concerto pour détraqués
- 1987 : Abracadaboum
- 1989 : Souvent fauché, toujours marteau
- 2006 : Invisible
- 2003 : Bloody party ( CD sans DVD)

### Albums live
- 1983 : Meilleurs extraits des deux concerts à Paris (K7 des premiers concerts de 1983, 12 titres)
- 1990 : Viva Bertaga (double LP live du concert d'adieu à l'Olympia, 22 titres)
- 1995 : Carnaval des agités (CD live, compilation de différents concerts, 21 titres)
- 1998 : La Bataille de Pali-Kao (CD live des concerts de 1983 et 1984, 20 titres)
- 2003 : Même pas mort (2 DVD + CD "Bloody Party" contenant titres live et inédits)
- 2005 : L'Opéra des loups + Chants des meutes (DVD + CD live, concerts de 2003 et 2004, 16 titres ou DVD seul réalisé par Stef Bloch)

### Compilations
- 1999 : Enfoncez l'clown (CD, 21 titres remasterisés)

### EP et mini-albums
- 1983 : Nada (12", mini-album 4 titres avec Guernica - compilé sur le CD Macadam Massacre)
- 1984 : Macadam massacre (7", EP 3 titres)
- 1984 : Nada 84 (7", EP 4 titres)
- 1985 : Nada nada (12", maxi 45t., 6 titres, réédition)
- 1985 : Joyeux merdier (12", maxi 4 titres - compilé sur le CD Concerto pour détraqués)
- 1988 : Ils veulent nous tuer (12", mini-album, 6 titres - compilé sur le CD Abracadaboum)
- 1988 : Makhnovtchina (7", EP 3 titres, la face A est du groupe Haine Brigade- compilé sur le CD Enfoncez l'clown)

### Singles
- 1986 : L'Empereur Tomato Ketchup (7", single, 2 titres - compilé sur le CD Abracadaboum)
- 1988 : Nuit Apache (7", single, tirage espagnol, 2 titres)
- 1988 : Viêt Nam-Laos-Cambodge (7", single, 2 titres - compilé sur le CD Abracadaboum)
- 2017 : Dérive Mongole #01 (7", single, 2 titres)
- 2017 : Dérive Mongole #02 (7", single, 2 titres)
- 2017 : Dérive Mongole #03 (7", single, 2 titres)

### Œuvres en ligne
- 2015 : Mourir à Paris
- 2017 : Au pays des routes contraires, tiré du 45t Dérive mongole #01
- 2017 : Mourir à Falloujah, tiré du 45t Dérive mongole #01

### Vidéos
- 1991 : Viva Bertaga (VHS)
- 1999 : Viva Bertaga + 2 Clowns (VHS)
- 2003 : Même pas mort (DVD-V + CD, Album)
- 2005 : L'Opéra des loups (DVD-V + CD, Album)

## Hommages
- Des artistes québécois ont sorti un album hommage à Bérurier noir intitulé Viva Béru - Hommage des Bûcherons kébécois à Bérurier noir.
- En mai 2007 sont parus deux hommages électroniques :

## Reprises par d'autres artistes
De nombreux groupes ont repris des chansons des Bérus :
- Le groupe basque Negu Gorriak reprend Nuit Apache en 1994, traduisant les paroles en basque.
- Dans son album Peuh ! de 1996, le groupe Lofofora reprend Vive le feu des Bérus, morceau qui sera aussi présent dans le CD + DVD live Lames de Fond (2004) et par lequel le groupe avait l'habitude de finir ses concerts de 1996 à 2005.
- Laréplik reprend la chanson Petit agité dans son album La folie des glandeurs.
- Les Ogres de Barback ont l'habitude de reprendre Salut à toi dans leurs concerts, qui figure par ailleurs sur leur album Repris de justesse (2000), sur l'album live avec Les Hurlements d'Léo 1 Air 2 Familles (2002) et sur l'album live Concert avec La Fanfare du Belgistan (2005).
- Kiemsa reprend la chanson Salut à toi , renommée Salut à toi (l'intermittent) dans son album Nuits rouges (2003).
- Le groupe Les déserteurs reprend la chanson Camouflage sur son premier album.
- Le groupe punk hard-core français Tagada Jones reprend Vivre libre ou mourir sur l'album 6.6.6 (6 reprises, 6 inédits, 6 remixes) en 2007.
- Les Betteraves ont repris Pavillon 36 sur leur album Pour en finir.
- Le groupe de métal Anarchophobia a chanté Chromosome Y sur son album God Baise You sorti en 2006[42].
- Le groupe D.Majiria a repris La Mort au choix sur son premier album On a marché sur la Terre… avec Jojo, le cracheur de feu.
- L'artiste électro liégeois LSB Superstar a réalisé une adaptation de Salut à toi sur son EP Spoken, sorti en 2008. Pour cette reprise, disponible en téléchargement gratuit sur son site[43], il a légèrement modifié les paroles.
- Les Ramoneurs de menhirs, groupe de Loran, ont repris Vive Le Feu et Captain Kirk sur leur premier album Dans An Diaoul.
- Damien Saez rend hommage aux Bérus en 2010 avec la phrase Salut à toi le Bérurier dans Les Anarchitectures, sur l'album J'accuse.
- Les Fatals Picards leur rendent un hommage dans l'album Coming out sorti en 2011, dans les chansons Noir(s) et Militant.
- Seth Gueko a repris et réadapté Salut à toi sur son deuxième album Michto en 2011. Il s'agit de la chanson Shalom Salam Salut. Trois ans auparavant, lors d'un passage sur Canal+ au Grand Journal (19 décembre 2008), il avait déjà rappé quelques extraits de cette future chanson.
- Le groupe Mansfield.TYA a repris Les Rebelles sur son 45 tours "La Jungle nous Appelle" dit-elle, sorti en 2012.
- En 2010, Muriel de Mars reprend J'aime pas la soupe en acoustique dans son tour de chant « à partir de zéro an » À cloche-pied hop hop hop.
- Le groupe BAK XIII d’électro industriel a repris Petit agité.
- Le groupe Skip the Use reprend souvent sur scène le titre Porcherie.
- Le festival Vive le feu à Saint-Claude-de-Diray dans le Loir-et-Cher est créé en hommage à leur titre éponyme.
- Le groupe Les Haricots sauvages reprend depuis 2001 la chanson La Makhnovtchina, en hommage à l'insurrection anarchiste en Ukraine, chanson composée à l'origine par Étienne Roda-Gil sur l'air du chant des partisans russe, et adaptée par les Bérus.
- Pendant la pandémie de coronavirus, des versions de Salut à toi sont diffusées sur la toile en hommage aux personnels soignants et à toutes les héroïnes et héros du quotidien[44].
- Le 19 juin 2024, le site bitcoin.fr publie, sur sa chaîne YouTube, un détournement « maison » du grand classique Salut à toi (album Concerto pour détraqués) en hommage à la communauté hétérogène des bitcoiners : Bitcoin is for enemies[45].
- En 2025 Damien Saez fait référence à Salut à toi dans Anticommunautaire, qui utilise un riff similaire et où il prononce à plusieurs reprises « Salut à toi » à la fin du morceau.